# Neoplocaederus denticornis
Neoplocaederus denticornis là một loài bọ cánh cứng trong họ Cerambycidae.